# Dysauxes afghanica
Dysauxes afghanica là một loài bướm đêm thuộc phân họ Arctiinae, họ Erebidae.